# Pocep
Pocep (în rusă По́чеп) este un oraș din regiunea Briansk, Federația Rusă, reședința Raionului Pocep, cu o populație de 16.663 locuitori (2017).

## Personalități născute aici
- Matvei Blanter (1903 - 1990), compozitor;
- Roman Conopliov (n. 1973), politician, scriitor.